# Fußball-Bundesliga/Rekorde/VfB Stuttgart
Der Artikel Fußball-Bundesliga/Rekorde/VfB Stuttgart listet die vereinsspezifischen Rekorde des VfB Stuttgart auf, die mit Bezug auf die Zugehörigkeit zur deutschen Fußball-Bundesliga gehalten werden.
Der Verein ist aktuell Bundesligist (Stand: Saison 2025/26).

Siehe auch: 

## Vorbemerkung
Es besteht eine Unterteilung zwischen Positiv- und Negativrekorden sowie vereinsinternen Bestmarken. Weitere Rekorde, die dem Verein nicht zuzuordnen sind, werden im Hauptartikel unter „Allgemein“ gelistet. Dort bestehen zudem die Rubriken „Trainerspezifische Rekorde“, „Schiedsrichterspezifische Rekorde“ sowie „Sonstige Rekorde“. Es besteht außerdem die Möglichkeit „In nächster Zeit möglicherweise fallende Bestmarken“ im unteren Bereich der Hauptseite festzuhalten, bzw. die neuen Rekorde an die passenden Stellen einzusortieren. Wenn möglich, wird zu einem Positivrekord auch der Negativrekord als Gegenstück gelistet (und andersrum). Die Liste erhebt keinen Anspruch auf Vollständigkeit.

## VfB Stuttgart
Aktuelle Platzierung in der Ewigen Tabelle der Fußball-Bundesliga: Platz 4 von 58 (Stand: 34. Spieltag 2024/25)

### Positivrekorde

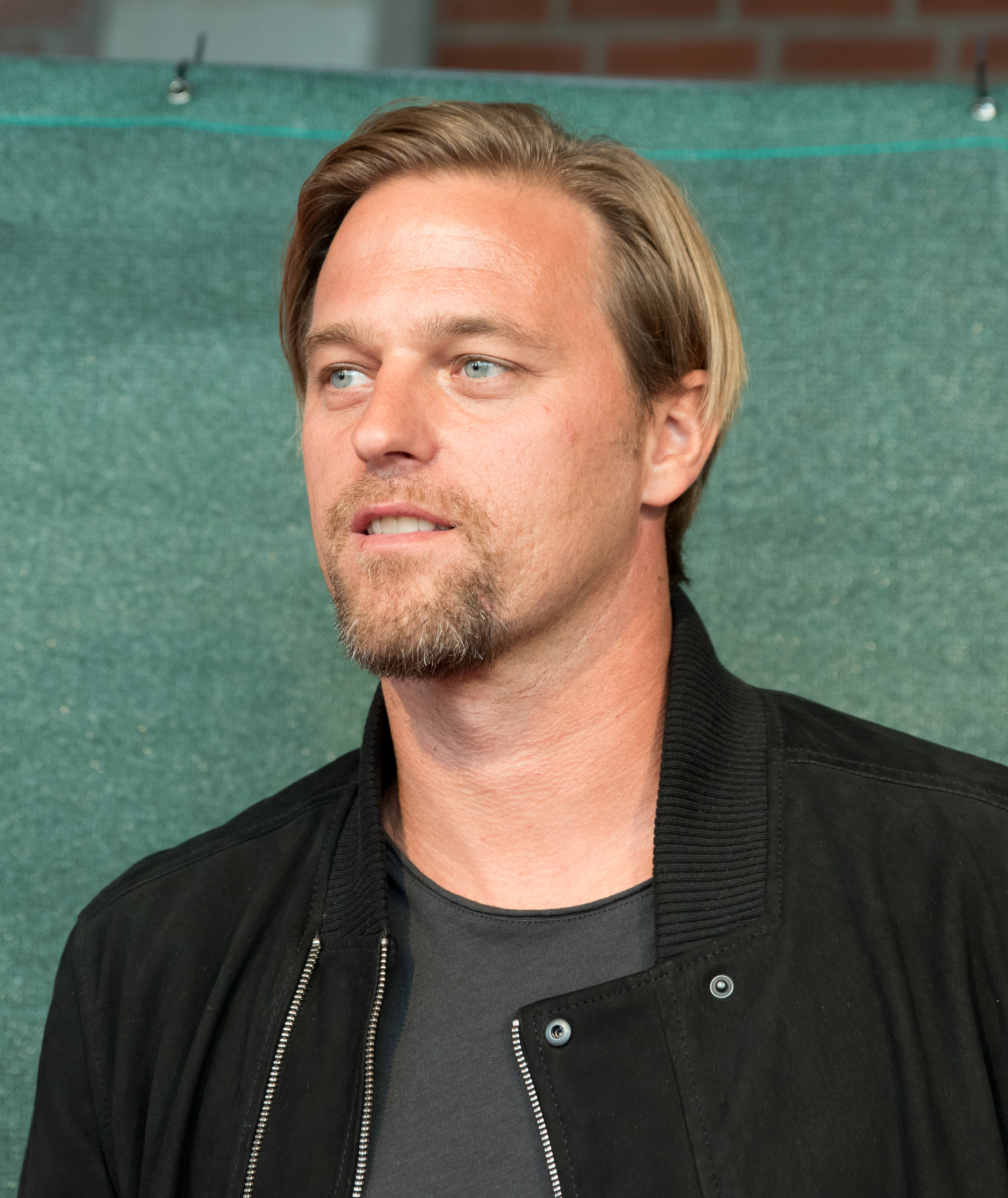
Torhüter mit den meisten Minuten in Folge ohne Gegentor (Timo Hildebrand, 884 im Jahr 2003)

- einziger Verein, der den Meistertitel gewann, obwohl er im Laufe der Saison auch Tabellenletzter war: 2006/07 (war am 1. Spieltag nach einer 0:3-Niederlage gegen den 1. FC Nürnberg Letzter der Tabelle und wurde am Ende der Saison Deutscher Meister)[2]
- meiste Minuten in Folge ohne Gegentor: 884 (Timo Hildebrand im Jahr 2003)[3]
  - meiste Spiele in Folge ohne Gegentor: 9 (2003)[4]
- höchste positive Punktedifferenz von der Vorsaison zur nächsten Saison: 40 Punkte (erreichte 2023/24 40 Punkte mehr als in der Vorsaison 2022/23, gemeinsam mit Bayer Leverkusen, in denselben Spielzeiten, Stand: Saisonende 2023/24)[5][6][7]
- meiste Tore in der 1. Spielminute: 17 (Stand: 12. Spieltag 2023/24)[8]
- meiste Spiele zu Beginn der Bundesliga-Karriere mit Torerfolg: 5 (Fredi Bobic, traf in seinen ersten 5 Einsätzen je 1×, Serie begann am 19. August 1994, Stand: 29. Spieltag 2023/24)[9]
- jüngster Doppeltorschütze: Timo Werner (17 Jahre und 249 Tage, beim 3:1 gegen den SC Freiburg am 12. Spieltag 2013/14)[10][11]
- erster Torhüter mit 500 Einsätzen: Eike Immel[12]
- jüngster Spieler mit 300 Einsätzen: Eike Immel (27 Jahre und 116 Tage, Stand: Saisonende 2023/24)[13][14]
- jüngster Torhüter mit 300 Einsätzen: Eike Immel (27 Jahre und 116 Tage, Stand: Saisonende 2023/24)[13][14]
- kroatischer Rekordspieler: Zvonimir Soldo (301 Einsätze)[15]
- meiste Spiele in Folge in welchen in den ersten 4 Spielminuten ein Tor fiel: 5 (10.–14. Spieltag 2022/23, 4× gegen und 1× für Stuttgart)[16]
- ältester ausländischer Trainer: Giovanni Trapattoni (66 Jahre und 328 Tage, Italiener)[17]
- meiste Strafstoßtreffer in einem Spiel: 3 (Michael Nushöhr, am 8. Februar 1986 beim 7:0 gegen Hannover 96)[18]
  - zu den meisten Strafstößen in einem Spiel angetreten: Michael Nushöhr (3×, am 8. Februar 1986 beim 7:0 gegen Hannover 96, alle getroffen)[18]
- höchster Zuschauerschnitt in der ersten Saison: 41.200 (1963/64)[19]
- bestes Torverhältnis aus den ersten beiden Heimspielen einer Saison: +10 (10:0, 2023/24)[20]
- die meisten Bundesliga-Tore eines Spielers nach diversen Spieltagen (der Verein hält vier der 34 möglichen Bestwerte):[21]
  - 10 Tore nach fünf Spieltagen: Serhou Guirassy (2023/24; gemeinsam mit Robert Lewandowski, FC Bayern (2020/21))[20]
  - 13 Tore nach sieben Spieltagen: Serhou Guirassy (2023/24)[22][23]
  - 14 Tore nach acht Spieltagen: Serhou Guirassy (2023/24)[24][25]
  - 14 Tore nach neun Spieltagen: Serhou Guirassy (2023/24 (in acht Einsätzen); gemeinsam mit Gerd Müller, FC Bayern (1968/69))[20][25]
- meiste Spiele mit mindestens 2 Toren nach 7 Spieltagen: 5 (Serhou Guirassy, 2023/24)[25]
- meiste Siege eines Trainerdebütanten in Folge: 6 (Willi Entenmann, 1985/86; gemeinsam mit André Schubert für Borussia Mönchengladbach, 2015/16)[3]
- meiste direkt auf das Tor gelangte Schüsse in einer 1. Halbzeit: 11 (gegen Bayer Leverkusen 1:1 (1:1), am 14. Spieltag 2023/24, gemeinsam mit dem FC Bayern (gegen die Stuttgarter selbst), im November 2015 beim 0:4 (0:4); seit Datenerfassung ab der Saison 2004/05)[26][27]
- beste Bilanz nach 14 Spieltagen: 34 Punkte und 22:3 Tore (2003/04)[28]
- bester Tabellendritter nach 14 Spieltagen: 31 Punkte und 34:16 Tore (2023/24)[29]
- bester Tabellendritter nach 24 Spieltagen: 50 Punkte und 55:31 Tore (2023/24)[30]
- bester Tabellendritter nach 25 Spieltagen: 53 Punkte und 57:31 Tore (2023/24)[30][31]
- bester Tabellendritter nach 26 Spieltagen: 56 Punkte und 60:31 Tore (2023/24)[30][31]
- früheste 3 Einwechselungen in einem Spiel: nach 34 Minuten (bei der 0:4-Niederlage beim VfB Stuttgart, am 33. Spieltag 2024/25, Stand: 33. Spieltag 2024/25)[32][33][34][35][36]
  - Yannik Keitel kam für Angelo Stiller (16. Minute)
  - Luca Jaquez kam für Finn Jeltsch (33. Minute)
  - Lewis Holtby kam für Yannik Keitel (34. Minute)

### Negativrekorde
- erster Tabellenletzter der Bundesligageschichte: nach dem 1. Spieltag 1963/64 (nach einer 0:2-Niederlage gegen Schalke 04, gemeinsam mit dem 1. FC Saarbrücken)[37][38]
- erster Trainer eines Tabellenletzten der Bundesligageschichte: Kurt Baluses (nach dem 1. Spieltag 1963/64, nach einer 2:0-Niederlage gegen Schalke 04, gemeinsam mit Helmut Schneider vom 1. FC Saarbrücken)[39][37][38]
- erster Verein, der in einem Spiel keinen Treffer erzielte: bei der 0:2-Niederlage gegen Schalke 04 (am 1. Spieltag 1963/64, gemeinsam mit dem 1. FC Saarbrücken)[40][41]
- meiste Niederlagen im Duell mit einem anderen Gegner: 71 (gegen den FC Bayern, bei 122 Spielen, Stand: 26. Spieltag 2024/25)[42]
- kassierte die meisten Platzverweise aller Teams: 152 (Der ursprünglich 149. Platzverweis vom 5. Spieltag 2024/25 wurde vom Sportgericht des DFB aufgehoben; Stand: 34. Spieltag 2024/25)[43][44][45][46][47][48][49][50][51]
- kassierte die meisten Ampelkarten (Gelb-Rot) aller Teams: 72 (Stand: 29. Spieltag 2024/25)[44]
- kassierte die meisten Heimniederlagen: 227 (Stand: 29. Spieltag 2024/25)[44]
- meiste Tore in einem Spiel in Überzahl kassiert: 4 (beim 0:4 bei Bayern München am 20. März 2021; gemeinsam mit Hansa Rostock beim 0:4 bei Eintracht Frankfurt am 6. September 2000 und der TSG Hoffenheim beim 1:5 gegen Mainz 05 am 24. November 2019)[52]
  - meiste Tore in einer Halbzeit in Überzahl kassiert: 4 (beim 0:4 beim FC Bayern am 20. März 2021)[53]
- meiste Heimniederlagen in Folge im Duell gegen einen anderen Gegner: 6 (gegen den 1. FC Köln, 2008 bis 2001, Stand: 18. Spieltag 2023/24)[54]
- Anzahl Heimgegentore im Duell mit einem anderen Gegner: 104 (durch den FC Bayern, Stand: 26. Spieltag 2024/25)[55]
- meiste Heimspiele in einer Saison, in denen man mindestens einen Gegentreffer kassierte: alle 17 (2021/22, gemeinsam mit Rot-Weiss Essen, 1973/74)[56]
- erster Torhüter, der eine Gelbsperre verbüßen musste: Franz Wohlfahrt (1998/99, seit Einführung der Gelbsperre 1993/94)[57]
- meiste Torhüter, die eine Gelbsperre verbüßen mussten: 2 (seit Einführung der Gelbsperre 1993/94, Stand: 23. Spieltag 2023/24)[57]
  - Franz Wohlfahrt (1998/99)
  - Timo Hildebrand (2000/01)
- früheste 3 Auswechselungen in einem Spiel: nach 34 Minuten (bei der 0:4-Niederlage beim VfB Stuttgart, am 33. Spieltag 2024/25, Stand: 33. Spieltag 2024/25)[32][33][34][35][36]
  - Yannik Keitel kam für Angelo Stiller (16. Minute)
  - Luca Jaquez kam für  Finn Jeltsch (33. Minute)
  - Lewis Holtby kam für Yannik Keitel (34. Minute)

### Vereinsintern
- Rekordspieler: Karl Allgöwer (338 Einsätze)[58]
- Rekordtorhüter: Eike Immel (287 Einsätze)[58]
- Rekordtorschütze: Karl Allgöwer (129 Tore)[59]
- erster Torschütze: Rolf Geiger (am 31. August 1963)[60]
- jüngster Spieler: Timo Werner (17 Jahre und 164 Tage)[61]
- ältester Spieler: Jens Lehmann (40 Jahre, 5 Monate und 28 Tage)[62]
- ältester Debütant: Mauro Camoranesi (33 Jahre und 342 Tage, am 11. September 2010)[63]
- ältester Torschütze: Zvonimir Soldo (37 Jahre und vier Monate, im März 2005, gegen Arminia Bielefeld, Stand: 25. Spieltag 2023/24)[64]
- jüngster Torschütze: Timo Werner (17 Jahre und 200 Tage)[65]
- jüngster Spieler mit 50 Einsätzen: Timo Werner (18,96 Jahre, gegen Borussia Dortmund am 22. Spieltag 2014/15)[66]
- jüngster Spieler mit 100 Einsätzen: Timo Werner (20 Jahre und 203 Tage, beim 1:1 beim 1. FC Köln am 5. Spieltag 2016/17)[67][68]
- meiste Tore nach den ersten 19 Spieltagen: 20 (Timo Werner, 2019/20, Stand: 2023/24)[69]
- Anzahl unterschiedlicher Torschützen: 285 (Stand: 9. Spieltag 2024/25)[70]
- meiste Siege gegen einen anderen Gegner: je 44 (2×, Stand: 27. Spieltag 2024/25)[71][8]
  - gegen Eintracht Frankfurt
  - gegen Borussia Mönchengladbach
- meiste Tore gegen einen anderen Gegner: 185 (gegen Eintracht Frankfurt, Stand: 18. Spieltag 2024/25)[8]
- Trainer mit den meisten Siegen: Hans-Jürgen Sundermann (71, Stand: 18. Spieltag 2024/25)[72]
- meiste Tore nach 4 Spieltagen: 15 (1984/85)[73]
- meiste Tore nach 6 Spieltagen: 19 (2023/24)[74]
- meiste Spiele in Folge mit mindestens 2 Toren eines Spielers: 3 (Serhou Guirassy, 7 Tore, 3. bis 5. Spieltag 2023/24)[75]
- meiste Punkte nach 5 Spieltagen: 15 (1996/97)[75]
- meiste Punkte nach 6 Spieltagen: 16 (1996/97)[74]
- meiste Punkte nach 7 Spieltagen: 18 (2023/24, eine Niederlage, 6 Siege)[24]
  - erstmals 6 der ersten 7 Spiele gewonnen (2023/24)[24]
- meiste Punkte nach 8 Spieltagen: 21 (2023/24, eine Niederlage, 7 Siege)[76]
  - erstmals 7 der ersten 8 Spiele gewonnen (2023/24)[76]
- meiste Punkte nach 24 Spieltagen: 50 (2023/24)[30]
- meiste Punkte nach 25 Spieltagen: 53 (2023/24)[77][30]
- meiste Punkte nach 26 Spieltagen: 56 (2023/24)[77][30]
- meiste Punkte nach 27 Spieltagen: 57 (2023/24)[77][30][78]
- meiste Punkte nach 28 Spieltagen: 60 (2023/24)[77][30][78]
- meiste Punkte nach 29 Spieltagen: 63 (2023/24)[77][30][78]
- meiste Punkte in einer Saison: 73 (2023/24)[79]
- meiste Siege nach 9 Spieltagen: 7 (2023/24)[80]
- meiste Siege nach 10 Spieltagen: 7 (2023/24)[80]
- meiste Siege nach 11 Spieltagen: 8 (2×)[81]
  - (2023/24)
  - (2003/04)
- meiste Siege nach 12 Spieltagen: 9 (2×)[8]
  - (2023/24)
  - (2003/04)
- meiste Siege nach 13 Spieltagen: 10 (2×)[82]
  - (2023/24)
  - (2003/04)
- meiste Siege nach 19 Spieltagen: 12 (2023/24)[83]
- meiste Siege nach 20 Spieltagen: 13 (2023/24)[50]
- meiste Siege nach 21 Spieltagen: 14 (2023/24)[50]
- meiste Siege nach 22 Spieltagen: 15 (2023/24)[50]
- meiste Siege nach 24 Spieltagen: 16 (2023/24)[31]
- meiste Siege nach 25 Spieltagen: 17 (2023/24)[77][31]
- meiste Siege nach 26 Spieltagen: 18 (2023/24)[77][31]
- meiste Siege nach 27 Spieltagen: 18 (2023/24)[77][31][78]
- meiste Siege nach 28 Spieltagen: 19 (2023/24)[77][31][78]
- meiste Siege nach 29 Spieltagen: 20 (2023/24)[77][31][78]
- meiste Siege nach 33 Spieltagen: 22 (2023/24)[84][77][31][78]
- beste Bilanz nach 30 Spieltagen: 63 Punkte und 68:36 Tore (2023/24, Stand: 30. Spieltag 2023/24)[85]
- meiste Siege in einer Saison: 23 (2023/24, Stand: Saisonende 2023/24)[86][87]
- wenigste Auswärtsniederlagen in einer Saison: 4 (mehrfach, auch 2024/25, Stand: Saisonende 2024/25)[88]
- meiste Siege in einer Hinrunde: 11 (2023/24, Stand: 17. Spieltag 2023/24)[89][90]
- meiste Auswärtssiege in Folge: 5 (2023/24, bis 28. Spieltag 2023/24, Stand: 33. Spieltag 2023/34)[91]
- meiste Heimniederlagen in Folge: 6 (2024/25, bis 31. Spieltag 2024/25, Stand: 34. Spieltag 2024/25)[92][93]
- beste Heimbilanz nach den ersten 3 Heimspielen: 9 Punkte und 13:1 Tore (2023/24, Stand: 2023/24)[22]
- beste Heimbilanz nach den ersten 4 Heimspielen: 12 Punkte und 16:1 Tore (2023/24, Stand: 2023/24)[94]
- meiste Tore nach 10 Spieltagen: 28 (1996/97)[80]
- meiste Tore nach 26 Spieltagen: 61 (1996/97)[95]
- meiste Tore nach 27 Spieltagen: 66 (1996/97)[95][96]
- meiste Siege in Folge: 8 (27. bis 34. Spieltag 2006/07)[97]
- meiste Siege in Folge mit mindestens 2 Toren Differenz: 6 (3. bis 8. Spieltag 2023/24)[24][98]
- 13 Tore eines Spielers nach nur sieben Spieltagen sind Hinrundenrekord (10 Spiele vor Ende der Hinrunde, nach nur 41,18 % der Spiele), durch Serhou Guirassy (Hinrundenrekord: 17, Stand: 17. Spieltag 2023/24).[24][22][99][82]
  - 14 Tore nach 8 Spieltagen: Serhou Guirassy (Stand: 12. Spieltag 2023/24)[76]
  - 15 Tore nach 11 Spieltagen: Serhou Guirassy (Stand: 12. Spieltag 2023/24)[80]
  - 16 Tore nach 13 Spieltagen: Serhou Guirassy (Stand: 13. Spieltag 2023/24)[80][82]
  - 16 Tore nach 14 Spieltagen: Serhou Guirassy (Stand: 14. Spieltag 2023/24)[80][82]
  - 16 Tore nach 15 Spieltagen: Serhou Guirassy (Stand: 15. Spieltag 2023/24)[80][82]
  - 17 Tore nach 16 Spieltagen: Serhou Guirassy (Stand: 16. Spieltag 2023/24)[89][80][82]
  - 17 Tore nach 17 Spieltagen: Serhou Guirassy (Stand: 17. Spieltag 2023/24)[89][80][82]
- meiste Tore nach 3 Spieltagen: je 5 (Stand: 2023/24)[100]
  - Karl Allgöwer (1984/85)
  - Serhou Guirassy (2023/24)
- meiste Tore nach 4 Spieltagen: 8 (Serhou Guirassy, 2023/24)[101][102]
- meiste Tore nach 25 Spieltagen: 21 (Serhou Guirassy, nach 19 Einsätzen, 2023/24)[77]
- meiste Tore nach 29 Spieltagen: 25 (Serhou Guirassy, nach 23 Einsätzen, 2023/24)[103][77]
- meiste Tore nach 33 Spieltagen: 26 (Serhou Guirassy, 2023/24, nach 27 Einsätzen)[104][78][77]
- meiste Tore zweier Spieler in einer Saison: 46 (Serhou Guirassy (26) und Deniz Undav (18), 2023/24, Stand: Saisonende 2023/24)[105][106][107][78]
- spätester Saisonzeitpunkt, an welchem erstmals Unentschieden gespielt wurde: am 14. Spieltag (2023/24, beim 1:1 gegen Bayer Leverkusen)[108][109]
- meiste Eigentore: Willi Entenmann (4, Stand: 25. Spieltag 2023/24)[64]
- meiste Tore innerhalb von 7 Einsätzen: 8 (Saša Kalajdžić)[64]
- meiste Spiele in Folge mit Torerfolg: 7 (2×, Stand: 18. Spieltag 2024/25)[64]
  - Saša Kalajdžić (2020/21)
  - Fredi Bobic (7. bis 13. Spieltag 1995/96)
- meiste Saisontore: 28 (Serhou Guirassy, 2023/24, bei 28 Einsätzen, Rekord wurde nach 29 Spieltagen gebrochen, Stand: Saisonende 2023/24)[14][78][91][104][64]
- meiste Saisontore auswärts: 11 (mehrfach, auch Serhou Guirassy, 2023/24)[110]
- meiste Tore in einem Spiel: 5 (Jürgen Klinsmann, beim 7:0-Sieg bei Fortuna Düsseldorf, 1986)[64]
- meiste Tore in den ersten 155 Einsätzen: 79 (Jürgen Klinsmann)[111][64]
- torreichstes Spiel: 5:5 (bei Eintracht Frankfurt, 16. November 1974, auch eines der beiden torreichsten Unentschieden der Bundesligageschichte (siehe unter: Allgemein))[64][112]
- Spieler, der am häufigsten in einer Saison das 1:0 bzw. das 0:1 erzielte: Serhou Guirassy (12×, 2023/24, Stand: Saisonende 2023/24)[110][78][91][107][104]
- meiste Saisontreffer durch Spieler, die in der entsprechenden Saison ihr Bundesligadebüt gaben: 29 (durch 2 verschiedene Spieler, 1973/74, Stand: 34. Spieltag 2023/24)[113]
  - Hermann Ohlicher (17)
  - Heinz Stickel (12)
- häufigste Spielpaarung: gegen Werder Bremen (111 Duelle, Stand: 12. Spieltag 2024/25)[114]